# Perania utara
Espèce
Perania utara est une espèce d'araignées aranéomorphes de la famille des Pacullidae.

## Distribution
Cette espèce est endémique de Sumatra en Indonésie.

## Publication originale
- Schwendinger, 2013 : A taxonomic revision of the spider genus Perania Thorell, 1890 (Araneae: Tetrablemmidae: Pacullinae) with the descriptions of eight new species. Revue suisse Zoologie, vol. 120, no 4, p. 585-663.